# Panna microdon
Panna microdon är en fiskart som först beskrevs av Bleeker, 1849.  Panna microdon ingår i släktet Panna och familjen havsgösfiskar. Inga underarter finns listade i Catalogue of Life.